# Talsperre La Barca
Die Talsperre La Barca bzw. Talsperre Calabazos (spanisch Presa de La Barca bzw. Presa de Calabazos) ist eine Talsperre mit Wasserkraftwerk in den Gemeinden Belmonte de Miranda und Tineo, Asturien, Spanien. Sie staut den Narcea zu einem Stausee auf. Die Talsperre dient der Stromerzeugung. Sie wurde 1966 fertiggestellt. Die Talsperre ist im Besitz von EDP (Hidroeléctrica del Cantábrico, S.A.) und wird auch von EDP betrieben.

## Absperrbauwerk
Das Absperrbauwerk ist eine Bogenstaumauer aus Beton mit einer Höhe von 74 m über der Gründungssohle. Die Mauerkrone liegt auf einer Höhe von 213,5 (bzw. 214) m über dem Meeresspiegel. Die Länge der Mauerkrone beträgt 178 m. Das Volumen beträgt 113.000 m³.
Die Staumauer verfügt sowohl über einen Grundablass als auch über eine Hochwasserentlastung. Über den Grundablass können maximal 138 m³/s abgeleitet werden, über die Hochwasserentlastung maximal 1760 m³/s. Das Bemessungshochwasser liegt bei 1200 (bzw. 1500) m³/s.

## Stausee
Beim normalen Stauziel von 211 (bzw. 212) m erstreckt sich der Stausee über eine Fläche von rund 1,94 (bzw. 2) km² und fasst 31,1 (bzw. 33, 34 oder 41) Mio. m³ Wasser; davon können 23,1 (bzw. 25) Mio. m³ genutzt werden.

## Kraftwerk
Die installierte Leistung des Kraftwerks beträgt 54,69 (bzw. 55 oder 57,7) MW. Die durchschnittliche Jahreserzeugung liegt bei 105 (bzw. 135) Mio. kWh. Die Fallhöhe beträgt 58 m. Der Durchfluss liegt bei insgesamt 104,6 m³/s für die drei Francis-Turbinen. Zwei der Maschinen gingen 1967 und die dritte 1974 in Betrieb. Das Maschinenhaus liegt am Fuß der Talsperre.